# رنه اسپیتز

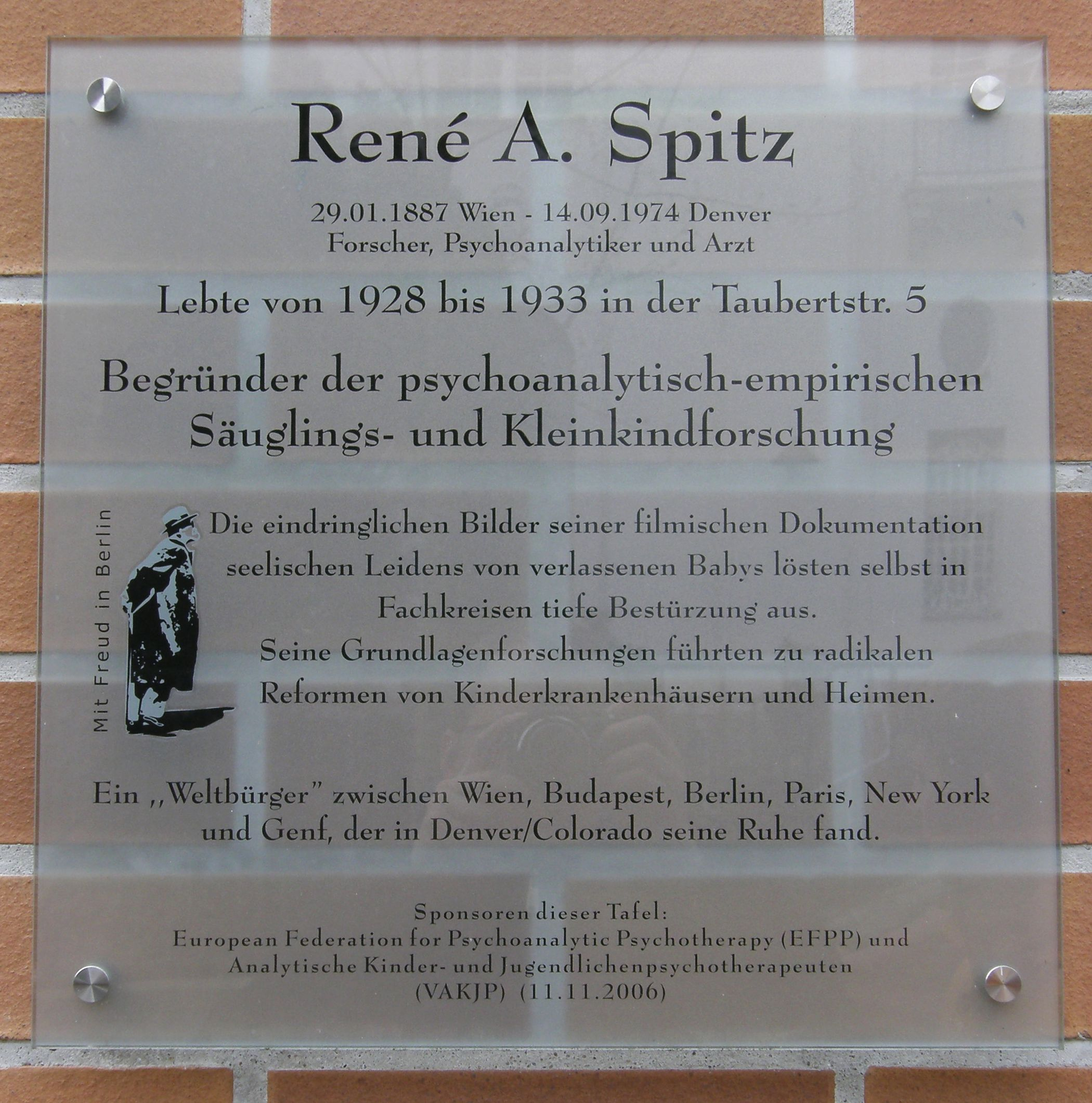
لوح یادبود رنه اسپیتز

رنه اسپیتز(به انگلیسی: Rene Spitz) زاده(۱۸۸۷-۱۹۷۴مرگ)، پزشک و روانکاو آمریکایی می باشد که به انجام مطالعات فراوان در حوزه نقصان روابط مادر و نوزاد شهره دارد. وی واضع عارضه بیمارستان زدگی در میان کودکان می باشد. 